# Federación Anarquista Ibérica

Gemeinsame Fahne von CNT und FAI während des Bürgerkriegs

Die Federación Anarquista Ibérica (FAI) (deutsch: Iberische Anarchistische Föderation) ist eine Anarchistische Föderation und der Zusammenschluss der União Anarquista Portuguesa (deutsch: Anarchistische Portugiesische Union) und der Federación Nacional de Grupos Anarquistas de España (deutsch: Nationalföderation der Anarchistischen Gruppen in Spanien). Sie gibt eine Monatszeitschrift, die Tierra y Libertad (deutsch: Boden und Freiheit) heraus und ist Mitglied der Internationale der Anarchistischen Föderationen.

## Geschichte
Während des spanischen Bürgerkrieges war sie der militante revolutionäre Arm der anarchosyndikalistischen Gewerkschaft Confederación Nacional del Trabajo (CNT) in Spanien bis 1939. Gegründet wurde die FAI 1927, während der Diktatur Primo de Riveras. Ihr Ziel war es, den sozialrevolutionären Kurs der Gewerkschaft aufrechtzuerhalten.
Sie unterstützte die Forderungen der anarchistischen Arbeiterbewegung Spaniens sowohl während der Monarchie unter König Alfons XIII. als auch in der Zweiten Republik ab 1931 aus dem Untergrund mit gewaltsamen Anschlägen wie Sabotageakten, und teilweise auch politischen Attentaten. Mehrere revolutionäre Umsturzversuche von CNT/FAI zur gesellschaftsübergreifenden Umsetzung des Anarchismus wurden aber jeweils von Armee und Guardia Civil niedergeschlagen.
Die CNT war mit über zwei Millionen Mitgliedern in den 1930er Jahren die größte Gewerkschaft Spaniens. Mit ihr hatte die FAI eine breite soziale Basis unter den spanischen Bauern und Arbeitern, insbesondere im stärker als dem übrigen Spanien industrialisierten Katalonien und dessen Hauptstadt Barcelona.
Die CNT/FAI spielte im spanischen Bürgerkrieg gegen die Putschisten unter General Franco eine bedeutende Rolle. Allerdings verlor die FAI, gemeinsam mit der CNT, im innerrepublikanischen Machtkampf gegenüber den Kommunisten zunehmend an Terrain. Daran konnte auch der erhebliche Mitgliederzuwachs nichts ändern. Stattdessen veränderte die FAI im Zuge einer Anpassungspolitik an die politischen Verhältnisse die Prozesse interner Willensbildung. Die verstärkte Bürokratisierung der Organisation ging mit der Einschränkung der basisdemokratischen Ausrichtung einher.
Legendäre revolutionäre Kämpfer der FAI und der CNT war beispielsweise die Kampfgruppe „Los Solidarios“ um die Anarchisten Francisco Ascaso, Gregorio Jover, Juan García Oliver und Buenaventura Durruti, der 1936 während des Bürgerkriegs unter bis heute ungeklärten Umständen erschossen wurde.
Nach dem Sieg Francos und der Errichtung einer Militärdiktatur in Spanien wurde die CNT 1939 verboten, wodurch auch die klandestin weiterhin organisierte FAI ihre Bedeutung verlor.
Die FAI im Exil war 1968 Gründungsmitglied der Internationale der Anarchistischen Föderationen (IFA-IAF). Nach dem Tode Francos im Jahr 1975 und dem Ende seines Regimes wurde die FAI in Spanien unbewaffnet reorganisiert.

## Filmische Rezeption
- Vivir la Utopía („Die Utopie Leben“), von Juan A. Gamero aus dem Jahre 1997, ist ein katalanischer Dokumentarfilm über die Entwicklung der spanischen anarchistischen Bewegung bis zum Widerstand gegen die Putschisten und dem Ausbruch der Sozialen Revolution im Jahre 1936. Historische Bilder und Filmaufnahmen wechseln sich ab mit Interviews von 30 Veteranen des Bürgerkrieges und der Revolution. Ein Schwerpunkt des Films liegt auf der Einrichtung von Kollektivbetrieben sowie deren Bedeutung und Funktionsweise in den ländlichen und städtischen Gebieten.